# Ling Xiaoyu
Ling Xiaoyu is een fictief personage uit de computerspelserie Tekken. Ze maakt deel uit van de serie sinds Tekken 3 en is sindsdien terug te zien in elke nieuwe game. Tot de introductie van Lili de Rochefort was ze het jongste menselijke spelpersonage in de serie. 
Xiaoyu werd opgeleid door Wang Jinrei, maar haar jeugdigheid leidde bij hem tot veel frustraties. Als ze op een dag met haar familie op vakantie in Hongkong is, ziet ze het schip van Heihachi Mishima. Ze klimt erop en schakelt alle wachten uit, tot ze oog in oog met Mishima staat. Ze gaat bij hem in training en rolt zodoende in de wereld van de Iron Fist-toernooien.